# Marième Fall
Pour les articles homonymes, voir Fall.
Marième Fall, plus connue sous le nom Maréma, née le 1er avril 1988 à Dakar au Sénégal, est une chanteuse et compositrice sénégalaise. Le père de Maréma est Mauritanien et sa mère est Sénégalaise. Elle est influencée par la musique acoustique de Tracy Chapman, mais aussi tout simplement par sa mère issue de l'ethnie diola, laquelle aime écouter la musique mandingue, en grande mélomane. 

## Éléments biographiques
Maréma chante depuis toute petite. Elle a débuté comme choriste auprès de grands artistes sénégalais comme Didier Awadi ou Idrissa Diop.
Elle commence sa carrière en 2014 avec la chanson, Femme d'affaires. Avec cette chanson elle gagne plusieurs prix, parmi lesquelles le Prix découvertes RFI,,.
Le prix RFI lui permet de faire plusieurs tournées. Elle effectue notamment un concert à Nairobi et elle visite une douzaine de pays en afrique. Elle visite aussi l'Europe : la France où elle participe en particulier au Festival des musiques métisses d'Angoulême et au « Festival l'Afrique Dans Tous Les Sens », l'Allemagne, la Belgique. Elle passe également au Canada, et publie un deuxième aklbum,.